# Mercurial
Mercurial是跨平台的分布式版本控制软件，主要由Python语言实现，但也包含用C语言实现的二进制比较工具。Mercurial一开始的主要运行平台是Linux，现在Mercurial已经移植到Windows、Mac OS X和大多数的类Unix系统中。Mercurial主要由命令行程序组成，现在也有了图形用户界面。对Mercurial的所有操作都由用不同的关键字作为参数调用程序“hg”来实现，Hg是参考水银的化学符号而取的名字。
Mercurial的主要设计目标包括高性能、可扩展性、分散性、完全分布式合作开发、能同时高效地处理纯文本和二进制文件，以及分支和合并功能，以此同时保持系统的简洁性。Mercurial也包括一个集成的Web界面。
Mercurial的创建者和主要开发人员是Matt Mackal。其源代码采用GNU通用公共许可证第二版为授权，确保了Mercurial是一个自由软件。

## 技术细节
Mercurial采用SHA-1散列算法来识别修订版本。Mercurial使用一个基于HTTP的协议来接入网络中的版本库，旨在减少往返的提交、连接数和数据传输。Mercurial也可以工作在ssh环境下，其协议和基于HTTP的协议非常相似。

## 文档
Bryan O'Sullivan已写作了一个全面的参考手册：Mercurial：权威指南。该手册根据开放出版许可协议免费提供。

## 历史
Mackall在2005年4月19日第一次发布了Mercurial。其动机是当月Bitmover公司宣布撤销其免费版本的BitKeeper。
2005年时BitKeeper已经被用于Linux内核的项目版本控制。Mackall决定为Linux内核开发写一个分布式的版本控制软件来替代BitKeeper。在该项目启动数天前，Linus Torvalds基於類似的目的開始了另一個現在相當知名的版本控制軟體Git。
Linux内核开发项目决定使用Git而不是Mercurial，但Mercurial也使用于在很多其他的项目中（见下文）。

## 相关软件
- Mercurial图形用户界面有：Hgk（Tcl／Tk）。该程序作为Mercurial的插件而开发，现在被直接包含于正式版本中。界面可以通过命令命令'hg view'来调用（如果安装了该扩展的话）。hgk最初来源于名为gitk的类似工具。hgk有一个名为hgview （页面存档备份，存于）是纯Python编写的替代软件，同时提供GTK和QT界面。
- 合并用的工具包括（h）gct(Qt)和Meld。
- 转换插件可以将CVS、Darcs（英语：Darcs）、Git、GNU arch、Monotone、Perforce（英语：Perforce）、GNU Bazaar和Subversion的版本库转换为Mercurial的版本库。
- 从第6版Mercurial开始支持NetBeans。
- TortoiseHg提供了一个面向Windows的基于右键菜单的友好界面，也用于GNOME的Nautilus文件管理器。

## 其他

### 代码托管
以下网站提供免费的Mercurial版本库托管：
- Bitbucket
- Google Code[5]
- JavaForge [6]
- Project Kenai by Sun Microsystems
- SourceForge
- GNU Savannah
- Alioth by Debian
- BerliOS
- 在Mercurial wiki中列出的其他网站
- CodePlex （页面存档备份，存于）

### 采用Mercurial的项目
这些项目（部分）使用了Mercurial作为版本控制
- Mozilla[8]
- OpenJDK[9]
- OpenSolaris[10]
- Symbian OS[11]
- The Xen hypervisor[12]
- Adblock Plus
- Adium
- Aldrin
- Audacious
- CubicWeb
- Dovecot IMAP server[13]
- GNU Octave
- Growl
- LinuxTV/Video4Linux
- LuxRender 3D Render Engine
- MoinMoin wiki software
- Mutt (email client)
- Netbeans[14]
- NxOS
- Nuxeo
- SAGE
- x265[15]